# Lucca Prior
Lucca Prior Pimenta (Franca, 12 febbraio 2004) è un calciatore brasiliano, centrocampista del Fortaleza.

## Carriera
Cresciuto nel settore giovanile dell'Athl. Paranaense, il 3 settembre 2024 è stato acquistato a titolo definitivo dal Fortaleza che lo ha assegnato alla propria formazione Under-20. Ad inizio 2025 è stato promosso in prima squadra, dove ha debuttato il 25 gennaio nell'incontro del Campionato Cearense vinto 3-1 contro l'Horizonte; nel prosieguo della stagione ha anche esordito nella prima divisione brasiliana.

## Statistiche

### Presenze e reti nei club
Statistiche aggiornate al 27 luglio 2025.
| Stagione        | Squadra         | Campionato      | Campionato | Campionato | Coppe nazionali | Coppe nazionali | Coppe nazionali | Coppe continentali | Coppe continentali | Coppe continentali | Altre coppe | Altre coppe | Altre coppe | Totale | Totale | Totale |
| Stagione        | Squadra         | Comp            | Pres       | Reti       | Comp            | Pres            | Reti            | Comp               | Pres               | Reti               | Comp        | Pres        | Reti        | Pres   | Reti   |        |
| --------------- | --------------- | --------------- | ---------- | ---------- | --------------- | --------------- | --------------- | ------------------ | ------------------ | ------------------ | ----------- | ----------- | ----------- | ------ | ------ | ------ |
| 2025            | Fortaleza       | PD/CE+A         | 2+5        | 0+1        | CB              | 0               | 0               | CL                 | 1                  | 0                  | CdN         | 1           | 0           | 9      | 1      |        |
| Totale carriera | Totale carriera | Totale carriera | 7          | 1          |                 | 0               | 0               |                    | 1                  | 0                  |             | 1           | 0           | 9      | 1      |        |